# Сидар (тауншип, округ Мартин, Миннесота)
Сидар (англ. Cedar) — тауншип в округе Мартин, Миннесота, США. На 2000 год его население составило 260 человек.

## География
По данным Бюро переписи населения США площадь тауншипа составляет 92,7 км², из которых 89,4 км² занимает суша, а 3,2 км² — вода (3,49 %).

## Демография
По данным переписи населения 2000 года здесь находились 260 человек, 95 домохозяйств и 70 семей.  Плотность населения —  2,9 чел./км².  На территории тауншипа расположено 103 постройки со средней плотностью 1,2 построек на один квадратный километр. Расовый состав населения: 100,00 % белых. Испанцы или латиноамериканцы любой расы составляли 0,38 % от популяции тауншипа.
Из 95 домохозяйств в 35,8 % воспитывались дети до 18 лет, в 73,7 % проживали супружеские пары, в 1,1 % проживали незамужние женщины и в 25,3 % домохозяйств проживали несемейные люди. 22,1 % домохозяйств состояли из одного человека, при том 10,5 % из — одиноких пожилых людей старше 65 лет. Средний размер домохозяйства — 2,74, а семьи — 3,28 человека.
28,1 % населения — младше 18 лет, 6,2 % — в возрасте от 18 до 24 лет, 22,7 % — от 25 до 44, 28,8 % — от 45 до 64, и 14,2 % — старше 65 лет. Средний возраст — 41 год. На каждые 100 женщин приходилось 94,0 мужчин.  На каждые 100 женщин старше 18 приходилось 96,8 мужчин.
Средний годовой доход домохозяйства составлял 45 000 долларов, а средний годовой доход семьи —  54 250 долларов. Средний доход мужчин —  31 250  долларов, в то время как у женщин — 22 917. Доход на душу населения составил 20 390 долларов. За чертой бедности не находилась ни одна семья и 1,2 % всего населения тауншипа.